# Свети Николай (Неред)
„Свети Николай“ (на гръцки: Ιερός Ναός Αγίου Νικολάου) е православна църква в леринското село Неред (Полипотамо), Гърция, част от Леринската, Преспанска и Еордейска епархия на Вселенската патриаршия, под управлението на Църквата на Гърция.
Църквата е гробищен храм, изграден в южната част на селото според традицията в 1670 година. Към началото на XX век заедно със „Свети Атанасий“ е в ръцете на гръцката община в селото, като в едната от тях службите са се редували на гръцки и български до построяването на българската църква „Свети Лука“. Църквата е представлявала голям нисък полувкопан храм. В 1970 година е разрушена и на следната 1971 година на нейно място е построена нова църква. В храма се съхраняват икони от старата църква, датирани 1898 година. Старата каменна камбанария също се срутва с времето.